# Seznam ostrovů v Brně

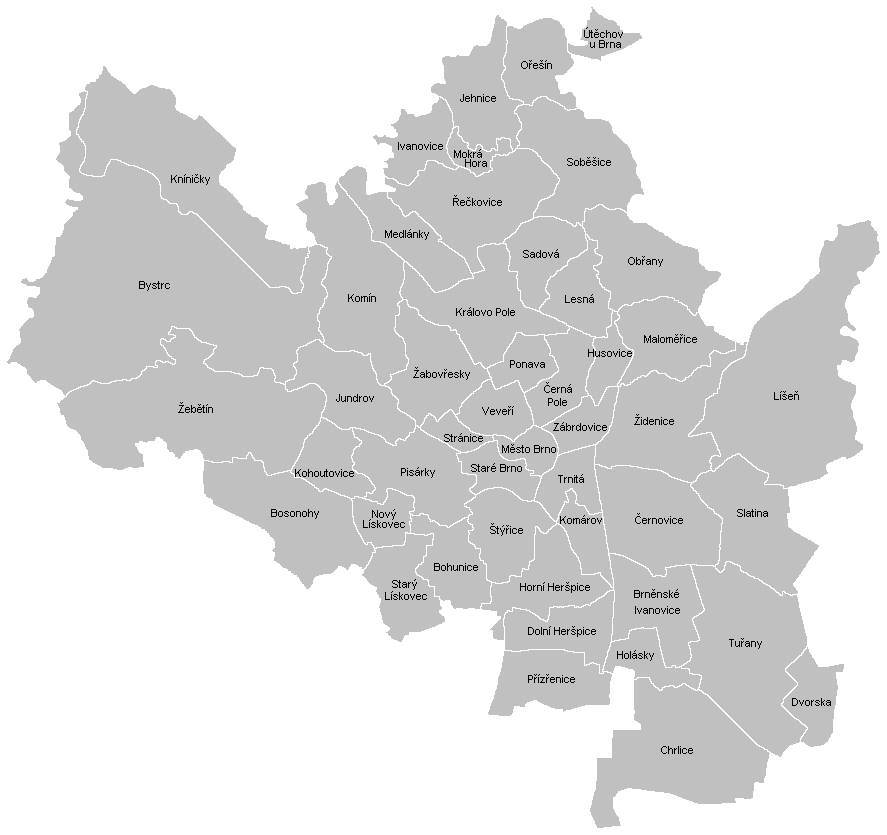
Městské části Brna

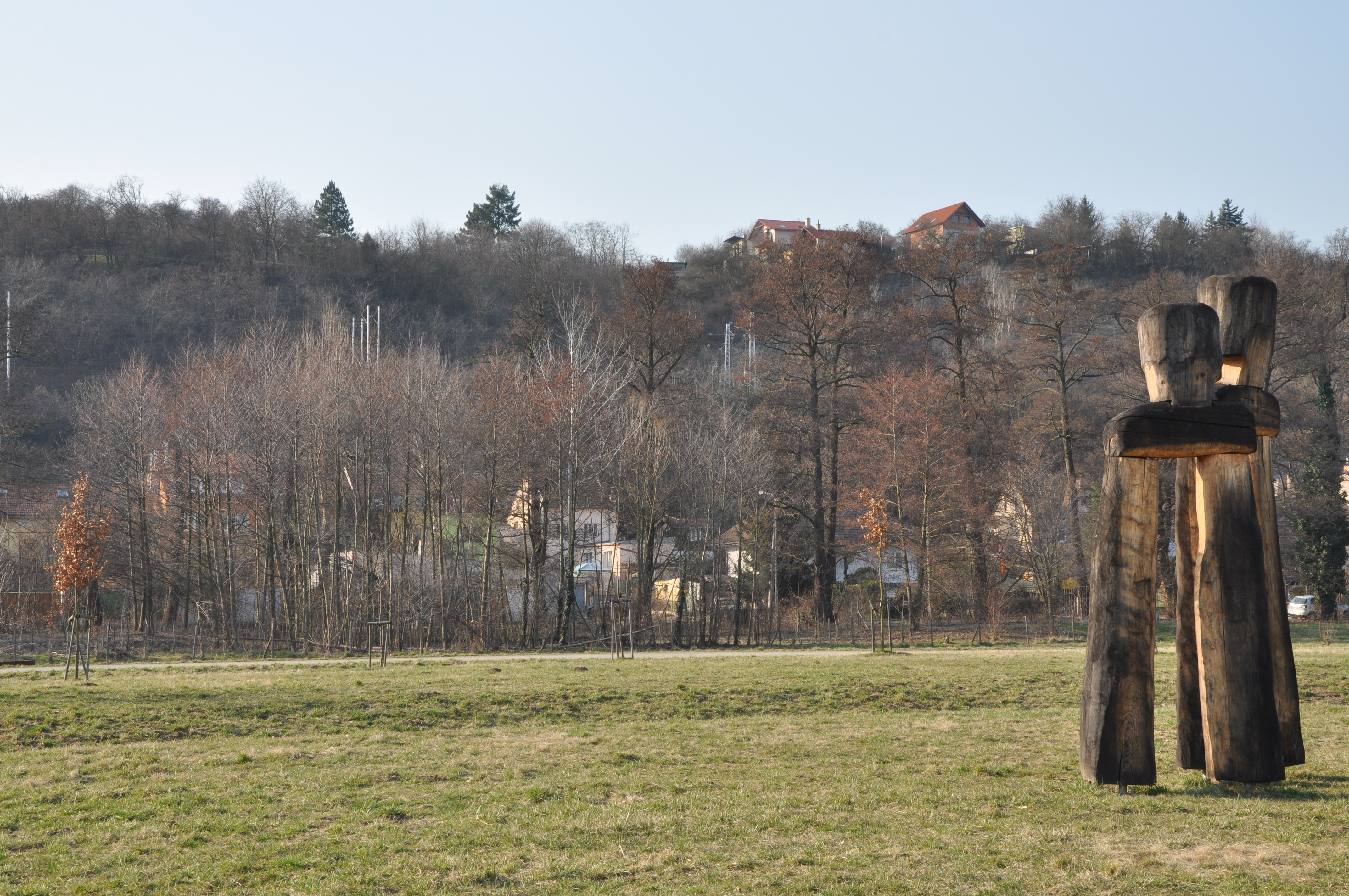
Socha Setkání na Cacovickém ostrově

Ve městě Brno se nachází několik ostrovů. Některé leží na řekách (především na Svratce a Svitavě   a na jejich ramenech), jiné v rybnících. Ostrovy sice nejsou tak notoricky známé jako některé Pražské, je jich o něco méně a jen jeden jediný má jméno, naproti tomu ale někdy dosahují i enormních rozměrů (největší pražský ostrov – Císařský ostrov – má rozlohu 0,66 km², největší brněnský ostrov – ostrov v Komárově – má rozlohu téměř 4 km²). Seznam v současnosti obsahuje 24 ostrovů. Nejsou zde zahrnuty ostrovy menší jak 10 m².

## Pojmenované ostrovy
Do této kategorie spadá jediný ostrov, a to ostrov Cacovický.

### Cacovický ostrov
- Městská část: Maloměřice
- Řeky: Svitava, Cacovický náhon
- délka: 822 m
- Velikost: 138 793 m²
- Souřadnice: 49°13'24″ s. š., 16°38'19″ v. d.

Ostrov vznikl částečným odkloněním řeky Svitavy (nebo úpravou jejího ramene) na náhon mlýna, který se nachází v západní části ostrova. První zmínky o něm sahají až do roku 1170 a  v současnosti se jedná o jediný funkční vodní mlýn v Brně. Kdysi sloužil na výrobu mouky, od roku 1907 se je zde vodní elektrárna. Jméno ostrova je odvozeno od středověké obce Cacovice, která zde kdysi stávala.

## Nepojmenované ostrovy
Do kategorie nepojmenovaných ostrovů spadá celkem 23 ostrovů, jež nemají žádná jména.
| Oblast           | Ostrov                           | Měst. část                                                      | Řeky                                                 | Délka [m] | Velikost [m²] | Souřadnice                       |
| ---------------- | -------------------------------- | --------------------------------------------------------------- | ---------------------------------------------------- | --------- | ------------- | -------------------------------- |
| Svitava a povodí | ostrov v Jehnicích               | Jehnice                                                         | potok Ponávka, levé rameno Ponávky, Babídolský potok | 132       | 2 861         | 49°17'32″ s. š., 16°35'51″ v. d. |
| Svitava a povodí | ostrov v Řečkovicích             | Řečkovice                                                       | potok Ponávka, levé rameno Ponávky                   | 586       | 78 121        | 49°14'33″ s. š., 16°35'35″ v. d. |
| Svitava a povodí | ostrov v Obřanech                | Obřany                                                          | Svitava, Obřanský náhon                              | 226       | 8 786         | 49°13'42″ s. š., 16°39'00″ v. d. |
| Svitava a povodí | velký ostrov v Husovicích        | Husovice                                                        | Svitava, pravé rameno Svitavy                        | 425       | 32 390        | 49°12'54″ s. š., 16°38'27″ v. d. |
| Svitava a povodí | malý ostrov v Husovicích         | Husovice                                                        | Svitava, pravé rameno Svitavy                        | 118       | 1 122         | 49°12'55″ s. š., 16°38'30″ v. d. |
| Svitava a povodí | ostrov v Komárově                | Zábrdovice, Trnitá, Komárov, Horní a Dolní Heršpice, Přízřenice | Svitava, levé rameno Svitavy, Svratka                | 6 322     | 3 630 000     | 49°10'31″ s. š., 16°37'31″ v. d. |
| Svitava a povodí | malý ostrov v Přízřenicích       | Přízřenice                                                      | Svitava, Svratka                                     | 16        | 111           | 49°8'31″ s. š., 16°37'41″ v. d.  |
| Svitava a povodí | velký ostrov v Přízřenicích      | Přízřenice                                                      | Svitava, Svratka                                     | 23        | 107           | 49°8'31″ s. š., 16°37'41″ v. d.  |
| Svratka a povodí | největší ostrov v Přízřenicích   | Přízřenice                                                      | Svratka, Mlýnský náhon                               | 1 959     | 5 326         | 49°8'1″ s. š., 16°37'26″ v. d.   |
| Svratka a povodí | velký ostrov v Bystrci           | Bystrc                                                          | mrtvé pravé rameno Svratky                           | 63        | 2 363         | 49°16'16″ s. š., 16°27'8″ v. d.  |
| Svratka a povodí | malý ostrov v Bystrci            | Bystrc                                                          | mrtvé pravé rameno Svratky                           | 54        | 1 213         | 49°16'25″ s. š., 16°27'16″ v. d. |
| Svratka a povodí | ostrov v Komíně                  | Komín                                                           | Svratka, levé rameno Svratky                         | 49        | 645           | 49°13'4″ s. š., 16°27'8″ v. d.   |
| Svratka a povodí | velký ostrov v Pisárkách         | Pisárky                                                         | Svratka, Svratecký náhon, rybník                     | 1 929     | 226 070       | 49°11'21″ s. š., 16°34'5″ v. d.  |
| Svratka a povodí | malý ostrov v Pisárkách          | Pisárky                                                         | Svratka                                              | 20        | 31            | 49°11'56″ s. š., 16°34'1″ v. d.  |
| Svratka a povodí | ostrov v Bohunicích              | Bohunice                                                        | potok Leskava, levé rameno Leskavy, rybník           | 60        | 723           | 9°9'48″ s. š., 16°34'59″ v. d.   |
| Svratka a povodí | ostrov v Horních Heršpicích      | Horní Heršpice                                                  | Svratka, pravé rameno Svratky, rybník                | 232       | 6 867         | 49°10'5″ s. š., 16°37'20″ v. d.  |
| Svratka a povodí | malý ostrov v Kníničkách         | Kníničky                                                        | rybník na řece Kuřimce                               | 9         | 56            | 49°16'41″ s. š., 16°27'26″ v. d. |
| Svratka a povodí | velký ostrov v Kníničkách        | Kníničky                                                        | rybník na řece Kuřimce                               | 11        | 92            | 49°16'39″ s. š., 16°27'26″ v. d. |
| Svratka a povodí | největší ostrov v Kníničkách     | Kníničky                                                        | rybník na řece Kuřimce                               | 13        | 107           | 49°16'40″ s. š., 16°27'27″ v. d. |
| Svratka a povodí | velký ostrov v Brněnské přehradě | Bystrc                                                          | Brněnská přehrada (Svratka)                          | 30        | 71            | 49°15'33″ s. š., 16°27'18″ v. d. |
| Svratka a povodí | malý ostrov v Brněnské přehradě  | Bystrc                                                          | Brněnská přehrada (Svratka)                          | 4         | 10            | 49°15'7″ s. š., 16°29'13″ v. d.  |
| Svratka a povodí | malý ostrov v Líšni              | Líšeň                                                           | řeka Říčka, pravé rameno Říčky                       | 359       | 26 293        | 49°12'38″ s. š., 16°42'41″ v. d. |
| Svratka a povodí | velký ostrov v Líšni             | Líšeň                                                           | řeka Říčka, levé rameno Říčky                        | 1 145     | 66 712        | 49°11'44″ s. š., 16°43'8″ v. d.  |

### Ostrov v Jehnicích

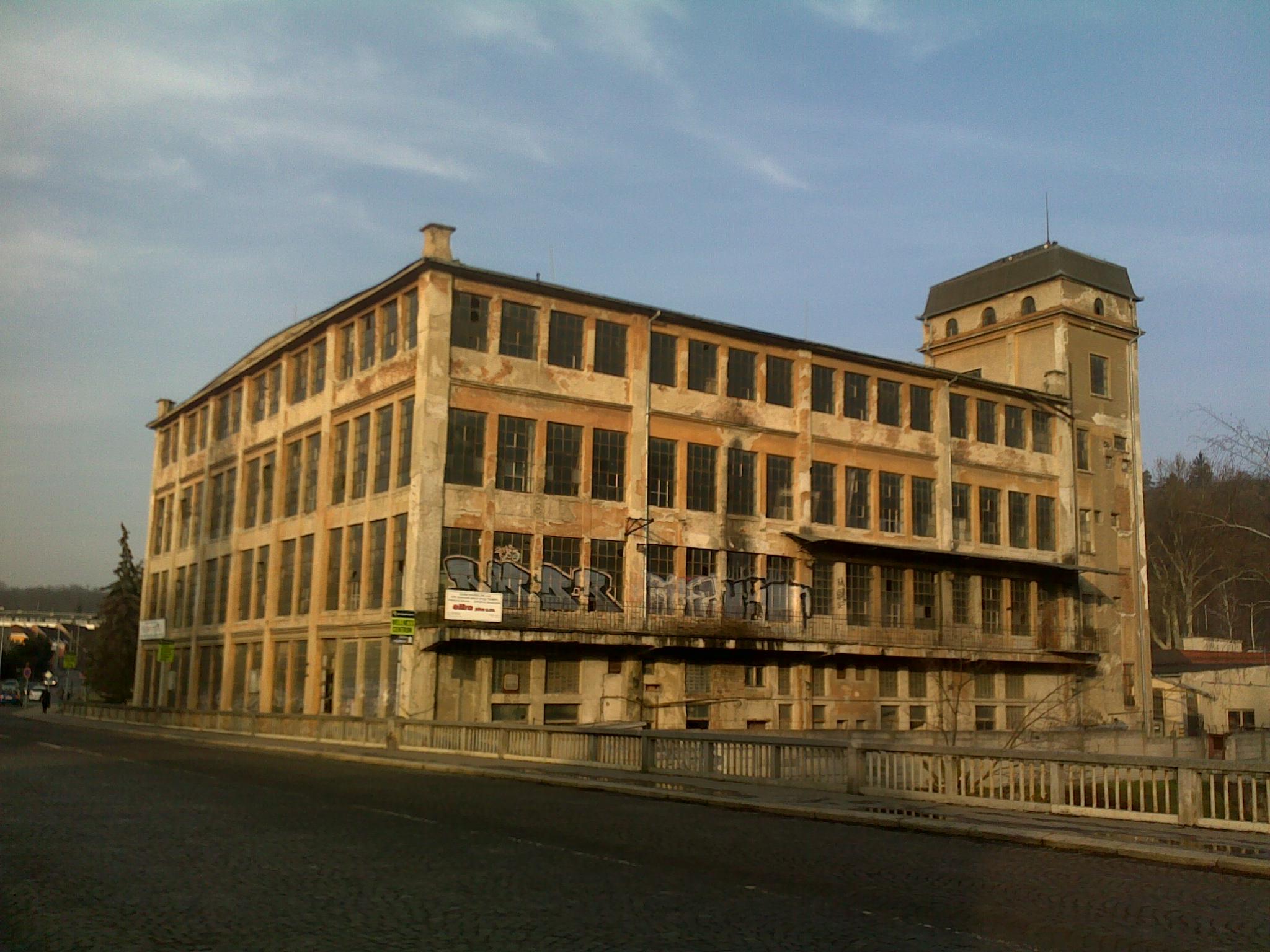
Obřanská textilní továrna

Ostrov je celý porostlý lesem a v Brně se nachází jen jeho nepatrný zlomek. Ostrovem prochází turistická stezka Brněnská podkova a naučná stezka Pěšina.

### Ostrov v Řečkovicích
Na ostrově se nachází malá skupina domů a dva kriketové stadiony. Zbytek plochy vyplňuje louka.

### Ostrov v Obřanech
Horní část ostrova je s jižními Maloměřicemi spojena jezem, se severními Obřanami pak stavidlem. Mezi ostrovem a Obřanami se nachází malá vodní elektrárna Brno-Obřany, na samotném ostrově pak bývalá Obřanská textilní továrna. Na jejím místě původně stával Slámův mlýn.